# جون موريس راسيل
جون موريس راسيل (بالإنجليزية: John Morris Russell)‏ هو موزع أمريكي، ولد في 6 يونيو 1961 في كليفلاند في الولايات المتحدة.

## وصلات خارجية
- الموقع الرسمي
- جون موريس راسيل على موقع ميوزك برينز (الإنجليزية)